# Raddea digna
Raddea digna là một loài bướm đêm trong họ Noctuidae.